# Kemonia
Il Kemonia o Chemonia (AFI: /kemoˈnia/; chiamato anche Fiume del Maltempo o Cannizzaro) è un torrente che attraversa Palermo scorrendo quasi del tutto interrato sotto il suolo della città. Il corso d'acqua è stato a un certo punto deviato verso il fiume Oreto.
Il corso originale del fiume è identificabile, in parte, nell'odierna via Porta di Castro.

## Idronimo
Il nome Fiume del Maltempo gli venne dato per sottolineare il carattere del corso d'acqua; difatti, esso ha un regime torrentizio, con portate che aumentano notevolmente durante i periodi di pioggia. A causa delle violente esondazioni del 1557 e del 1666, il Kemonia fu prima deviata nell'Oreto e poi incanalata direttamente a mare tramite una galleria sotterranea. 
Nel 2009 il Kemonia, dopo forti piogge, è ritornata nel suo alveo originale allagando una zona di Palermo.

## Storia
L'importanza storica del torrente è enorme. Il primo nucleo di Palermo venne costruito tra due fiumi: il Kemonia ed il Papireto.
Il Kemonia era il fiume d'Oriente e il Papireto il fiume d'Occidente. I due torrenti venivano utilizzati come porti, perché il mare si insinuava profondamente nel centro abitato: ciò diede a Palermo il nome greco di Pánormos ('tutta porto').
L'ampio bacino del corso d'acqua consentiva il riparo e l'approdo delle imbarcazioni in prossimità dell'insediamento cittadino occupato dall'odierno polo monumentale dei Gesuiti, infatti in epoca normanna nell'area erano documentati strutture portuali, cantieri navali, arsenali. Dopo le sistematiche alluvioni e inondazioni, le ripetute arginazioni, il porto corrispondente fu definitivamente interrato su disposizioni del Senato Palermitano.